# Побегайло Анастасія Анатоліївна
Анастасія Анатоліївна Побегайло (нар. 23 січня 2004, Ляховичі, Берестейська область, Білорусь) — білоруська футболістка, нападниця «Мінськ» та національної збірної Білорусі. 

## Клубна кар'єра
Вихованка жіночого футбольного клубу «Мінськ».
29 березня 2020 року дебютувала за основну команду у фінальному матчі за Суперкубку Білорусі. 1 травня провела свій перший матч у рамках чемпіонату Білорусі, вийшовши у стартовому складі на гру проти клубу «Дніпро-Могильов». Була замінена на 65-й хвилині гри. У сезоні 2020 року забила 5 м'ячів, увійшовши до топ-30 найкращих бомбардирів.

## Кар'єра в збірній
Дебютувала у дівочій збірній (WU-17) відбувся 15 вересня 2019 року у матчі проти Ісландії в рамках відбіркового турніру до чемпіонату Європи (1:10).
22 вересня 2020 року дебютувала за національну збірну Білорусі у матчі проти Фарерських островів (2:0), вийшовши на поле замість своєї одноклубниці Ганни Сас на 61-й хвилині гри.

## Досягнення
- Суперкубок Білорусі
  -  Володар (1): 2020